# 戈克尔斯
戈克尔斯是德国石勒苏益格－荷尔斯泰因州的一个市镇。总面积10.64平方公里，总人口614人，其中男性298人，女性316人（2011年12月31日），人口密度58人/平方公里。